# 1. Fußball-Club Kaiserslautern 2008-2009
Questa voce raccoglie le informazioni riguardanti l'1. Fußball-Club Kaiserslautern nelle competizioni ufficiali della stagione 2008-2009.

## Stagione
Nella stagione 2008-2009 il Kaiserslautern, allenato da Alois Schwartz, concluse il campionato di 2. Bundesliga al 7º posto. In Coppa di Germania il Kaiserslautern fu eliminato al primo turno dal Carl Zeiss Jena.

## Rosa
| N. |                                 | Ruolo | Calciatore            |
| -- | ------------------------------- | ----- | --------------------- |
| 35 | Stati Uniti (bandiera)          | P     | Luis Robles           |
| 1  | Germania (bandiera)             | P     | Tobias Sippel         |
| 29 | Germania (bandiera)             | P     | Kevin Trapp           |
| 6  | Germania (bandiera)             | D     | Mathias Abel          |
| 5  | Germania (bandiera)             | D     | Martin Amedick        |
| 17 | Germania (bandiera)             | D     | Alexander Bugera      |
| 21 | Tunisia (bandiera)              | D     | Aïmen Demai           |
| 23 | Germania (bandiera)             | D     | Florian Dick          |
| 14 | Germania (bandiera)             | D     | Manuel Hornig         |
| 38 | Germania (bandiera)             | D     | Sascha Kotysch        |
| 4  | Germania (bandiera)             | D     | Christopher Lamprecht |
| 30 | Germania (bandiera)             | D     | Fabian Müller         |
| 2  | Burkina Faso (bandiera)         | D     | Moussa Ouattara       |
| 16 | Germania (bandiera)             | C     | Axel Bellinghausen    |
| 19 | Rep. Ceca (bandiera)            | C     | Jiří Bílek            |
| 3  | Bosnia ed Erzegovina (bandiera) | C     | Dario Damjanović      |

| N. |                                 | Ruolo | Calciatore           |
| -- | ------------------------------- | ----- | -------------------- |
| 10 | Germania (bandiera)             | C     | Anel Džaka           |
| 11 | Germania (bandiera)             | C     | Danny Fuchs          |
| 25 | Bosnia ed Erzegovina (bandiera) | C     | Said Husejinović     |
| 13 | Germania (bandiera)             | C     | Mario Klinger        |
| 20 | Germania (bandiera)             | C     | Dragan Paljić        |
| 37 | Portogallo (bandiera)           | C     | Ricky Pinheiro       |
| 22 | Romania (bandiera)              | C     | Laurențiu Reghecampf |
| 7  | Germania (bandiera)             | C     | Sebastian Reinert    |
| 8  | Germania (bandiera)             | C     | Sidney Sam           |
| 15 | Canada (bandiera)               | C     | Josh Simpson         |
| 31 | Turchia (bandiera)              | A     | Alper Akçam          |
| 19 | Germania (bandiera)             | A     | Christian Henel      |
| 24 | Germania (bandiera)             | A     | Kai Hesse            |
| 26 | Slovacchia (bandiera)           | A     | Erik Jendrišek       |
| 9  | Croazia (bandiera)              | A     | Srđan Lakić          |

## Organigramma societario
Area tecnica
- Allenatore: Alois Schwartz
- Allenatore in seconda: Roger Lutz, Oliver Schäfer
- Preparatore dei portieri: Gerald Ehrmann
- Preparatori atletici:

## Risultati

### 2. Bundesliga

#### Girone di andata
| Arbitro: | Gräfe |

|                              |           |                                          |
| Feulner 26’, 37’ Bogavac 40’ | Marcatori | 47’ (rig.) Reghecampf 70’, 71’ Jendrišek |

| Arbitro: | Meyer |

|                        |           |            |
| Dick 23’ Jendrišek 36’ | Marcatori | 47’ Boakye |

| Arbitro: | Winkmann |

|           |           |                                |
| Demir 45’ | Marcatori | 54’ Amedick 61’ Dick 90’ Lakić |

| Arbitro: | Schalk |

|                                                     |           |             |
| Jendrišek 39’ Džaka 61’ Hesse 64’ Bellinghausen 75’ | Marcatori | 50’ Hoilett |

| Arbitro: | Schmidt |

|  |           |             |
|  | Marcatori | 62’ Amedick |

| Arbitro: | Fischer |

|                         |           |              |
| Hesse 53’ Jendrišek 73’ | Marcatori | 71’ Barletta |

| Arbitro: | Kinhöfer |

|                                                      |           |  |
| Taylor 11’, 20’, 86’ Mavrič 51’ (rig.) Krontiris 59’ | Marcatori |  |

| Arbitro: | Weiner |

|                                          |           |            |
| Lakić 60’, 76’ (rig.) Sam 69’ Hornig 90’ | Marcatori | 40’ Toborg |

| Arbitro: | Fritz |

|                         |           |           |
| Kruse 38’ Terranova 70’ | Marcatori | 23’ Lakić |

| Arbitro: | Walz |

|                 |           |  |
| Paljić 67’, 87’ | Marcatori |  |

| Kaiserslautern 3 novembre 2008, ore 20:15 CET 11ª giornata | Kaiserslautern | 0 – 0 referto | Monaco 1860 | Fritz-Walter-Stadion (35 168 spett.)\| Arbitro: \| Gagelmann \| |
| Arbitro:                                                   | Gagelmann      |               |             |                                                                 |

| Arbitro: | Brych |

|                                      |           |                |
| König 65’, 76’ Orahovac 68’ Koen 71’ | Marcatori | 73’, 89’ Lakić |

| Arbitro: | Aytekin |

|                                                   |           |  |
| Lakić 8’, 45’ Jendrišek 54’, 83’ Simpson 69’, 76’ | Marcatori |  |

| Arbitro: | Wagner |

|              |           |  |
| Hertzsch 18’ | Marcatori |  |

| Arbitro: | Schriever |

|           |           |          |
| Lakić 90’ | Marcatori | 64’ Auer |

| Duisburg 7 dicembre 2008, ore 14:00 CET 16ª giornata | Duisburg | 0 – 0 referto | Kaiserslautern | MSV-Arena (17 135 spett.)\| Arbitro: \| Henschel \| |
| Arbitro:                                             | Henschel |               |                |                                                     |

| Arbitro: | Perl |

|                           |           |  |
| Amedick 59’ Jendrišek 70’ | Marcatori |  |

#### Girone di ritorno
| Arbitro: | Schmidt |

|           |           |            |
| Lakić 72’ | Marcatori | 6’ Feulner |

| Arbitro: | Seemann |

|                                 |           |  |
| Eigler 4’ Frantz 23’ Mintál 77’ | Marcatori |  |

| Arbitro: | Steuer |

|                       |           |  |
| Džaka 12’ Simpson 80’ | Marcatori |  |

| Arbitro: | Kinhöfer |

|                            |           |  |
| Ludwig 62’ (rig.) Sako 87’ | Marcatori |  |

| Arbitro: | Kircher |

|              |           |                          |
| Jendrišek 3’ | Marcatori | 45’ Reisinger 50’ Nehrig |

| Arbitro: | Bandurski |

|           |           |  |
| Cenci 61’ | Marcatori |  |

| Arbitro: | Kempter |

|                         |           |          |
| Jendrišek 16’ Džaka 68’ | Marcatori | 19’ Kuqi |

| Arbitro: | Steinhaus |

|  |           |              |
|  | Marcatori | 58’ Pinheiro |

| Arbitro: | Hartmann |

|           |           |               |
| Lakić 25’ | Marcatori | 56’ Terranova |

| Arbitro: | Welz |

|  |           |                   |
|  | Marcatori | 9’ Lakić 11’ Dick |

| Arbitro: | Gräfe |

|           |           |               |
| Schick 6’ | Marcatori | 28’ Jendrišek |

| Arbitro: | Meyer |

|               |           |  |
| Jendrišek 90’ | Marcatori |  |

| Arbitro: | Grudzinski |

|                                             |           |             |
| Fillinger 7’, 21’ Kern 56’, 78’ Bartels 67’ | Marcatori | 48’ Amedick |

| Arbitro: | Metzen |

|        |           |  |
| Sam 6’ | Marcatori |  |

| Arbitro: | Fleischer |

|            |           |  |
| Müller 66’ | Marcatori |  |

| Arbitro: | Sippel |

|                                        |           |                                                 |
| Jendrišek 66’ Fuchs 70’ Sam 77’ (rig.) | Marcatori | 5’ Tiffert 25’, 28’ Wagner 54’ Kouemaha 87’ Ede |

| Arbitro: | Welz |

|                                                |           |                                 |
| Jäger 26’ Schwaab 38’ (rig.) Idrissou 84’, 89’ | Marcatori | 11’ Jendrišek 65’ Sam 75’ Demai |

### Coppa di Germania
| Arbitro: | Schalk |

|                         |           |           |
| Schembri 50’ Riemer 56’ | Marcatori | 78’ Lakić |

## Statistiche

### Statistiche di squadra
| Competizione      | Punti | In casa | In casa | In casa | In casa | In casa | In casa | In trasferta | In trasferta | In trasferta | In trasferta | In trasferta | In trasferta | Totale | Totale | Totale | Totale | Totale | Totale | DR |
| Competizione      | Punti | G       | V       | N       | P       | Gf      | Gs      | G            | V            | N            | P            | Gf           | Gs           | G      | V      | N      | P      | Gf     | Gs     | DR |
| ----------------- | ----- | ------- | ------- | ------- | ------- | ------- | ------- | ------------ | ------------ | ------------ | ------------ | ------------ | ------------ | ------ | ------ | ------ | ------ | ------ | ------ | -- |
| 2. Bundesliga     | 52    | 17      | 11      | 4       | 2       | 35      | 15      | 17           | 4            | 3            | 10           | 18           | 33           | 34     | 15     | 7      | 12     | 53     | 48     | +5 |
| Coppa di Germania | -     | 0       | 0       | 0       | 0       | 0       | 0       | 1            | 0            | 0            | 1            | 1            | 2            | 1      | 0      | 0      | 1      | 1      | 2      | -1 |
| Totale            | -     | 17      | 11      | 4       | 2       | 35      | 15      | 18           | 4            | 3            | 11           | 19           | 35           | 35     | 15     | 7      | 13     | 54     | 50     | +4 |

### Andamento in campionato
| Giornata  | 1 | 2 | 3 | 4 | 5 | 6 | 7 | 8 | 9 | 10 | 11 | 12 | 13 | 14 | 15 | 16 | 17 | 18 | 19 | 20 | 21 | 22 | 23 | 24 | 25 | 26 | 27 | 28 | 29 | 30 | 31 | 32 | 33 | 34 |
| --------- | - | - | - | - | - | - | - | - | - | -- | -- | -- | -- | -- | -- | -- | -- | -- | -- | -- | -- | -- | -- | -- | -- | -- | -- | -- | -- | -- | -- | -- | -- | -- |
| Luogo     | T | C | T | C | T | C | T | C | T | C  | C  | T  | C  | T  | C  | T  | C  | C  | T  | C  | T  | C  | T  | C  | T  | C  | T  | T  | C  | T  | C  | T  | C  | T  |
| Risultato | N | V | V | V | V | V | P | V | P | V  | N  | P  | V  | P  | N  | N  | V  | N  | P  | V  | P  | P  | P  | V  | V  | N  | V  | N  | V  | P  | V  | P  | P  | P  |
| Posizione | 6 | 1 | 2 | 1 | 2 | 1 | 3 | 1 | 2 | 1  | 2  | 2  | 2  | 2  | 2  | 3  | 2  | 4  | 4  | 4  | 4  | 5  | 5  | 5  | 4  | 5  | 5  | 5  | 5  | 6  | 5  | 6  | 7  | 7  |

Legenda:

Luogo: C = Casa; T = Trasferta. Risultato: V = Vittoria; N = Pareggio; P = Sconfitta.

### Statistiche dei giocatori
| Giocatore        | 2. Bundesliga | 2. Bundesliga | 2. Bundesliga | 2. Bundesliga | Coppa di Germania | Coppa di Germania | Coppa di Germania | Coppa di Germania | Totale   | Totale | Totale      | Totale     |
| Giocatore        | Presenze      | Reti          | Ammonizioni   | Espulsioni    | Presenze          | Reti              | Ammonizioni       | Espulsioni        | Presenze | Reti   | Ammonizioni | Espulsioni |
| ---------------- | ------------- | ------------- | ------------- | ------------- | ----------------- | ----------------- | ----------------- | ----------------- | -------- | ------ | ----------- | ---------- |
| L. Robles        | 20            | 0             | 1             | 0             | -                 | -                 | -                 | -                 | 20       | 0      | 1           | 0          |
| T. Sippel        | 15            | 0             | 0             | 0             | -                 | -                 | -                 | -                 | 15       | 0      | 0           | 0          |
| K. Trapp         | -             | -             | -             | -             | 1                 | 0                 | 0                 | 0                 | 1        | 0      | 0           | 0          |
| M. Abel          | -             | -             | -             | -             | -                 | -                 | -                 | -                 | -        | -      | -           | -          |
| M. Amedick       | 31            | 4             | 1             | 1             | 1                 | 0                 | 0                 | 0                 | 32       | 4      | 1           | 1          |
| A. Bugera        | 21            | 0             | 1             | 0             | -                 | -                 | -                 | -                 | 21       | 0      | 1           | 0          |
| A. Demai         | 28            | 1             | 8             | 0             | 1                 | 0                 | 0                 | 0                 | 29       | 1      | 8           | 0          |
| F. Dick          | 31            | 3             | 10            | 0             | 1                 | 0                 | 0                 | 0                 | 32       | 3      | 10          | 0          |
| M. Hornig        | 13            | 1             | 1             | 1             | -                 | -                 | -                 | -                 | 13       | 1      | 1           | 1          |
| S. Kotysch       | 14            | 0             | 3             | 0             | 1                 | 0                 | 1                 | 0                 | 15       | 0      | 4           | 0          |
| C. Lamprecht     | 4             | 0             | 1             | 0             | -                 | -                 | -                 | -                 | 4        | 0      | 1           | 0          |
| F. Müller        | 8             | 0             | 1             | 0             | -                 | -                 | -                 | -                 | 8        | 0      | 1           | 0          |
| M. Ouattara      | 24            | 0             | 9             | 0             | 1                 | 0                 | 0                 | 0                 | 25       | 0      | 9           | 0          |
| A. Bellinghausen | 22            | 1             | 3             | 0             | 1                 | 0                 | 0                 | 1                 | 23       | 1      | 3           | 1          |
| J. Bílek         | 4             | 0             | 0             | 0             | -                 | -                 | -                 | -                 | 4        | 0      | 0           | 0          |
| D. Damjanović    | 10            | 0             | 5             | 0             | -                 | -                 | -                 | -                 | 10       | 0      | 5           | 0          |
| A. Džaka         | 28            | 3             | 7             | 2             | 1                 | 0                 | 1                 | 0                 | 29       | 3      | 8           | 2          |
| D. Fuchs         | 13            | 1             | 3             | 0             | -                 | -                 | -                 | -                 | 13       | 1      | 3           | 0          |
| S. Husejinović   | 4             | 0             | 0             | 0             | -                 | -                 | -                 | -                 | 4        | 0      | 0           | 0          |
| M. Klinger       | -             | -             | -             | -             | -                 | -                 | -                 | -                 | -        | -      | -           | -          |
| D. Paljić        | 29            | 2             | 5             | 0             | -                 | -                 | -                 | -                 | 29       | 2      | 5           | 0          |
| R. Pinheiro      | 8             | 1             | 0             | 0             | -                 | -                 | -                 | -                 | 8        | 1      | 0           | 0          |
| L. Reghecampf    | 2             | 1             | 1             | 0             | 1                 | 0                 | 0                 | 0                 | 3        | 1      | 1           | 0          |
| S. Reinert       | 3             | 0             | 0             | 0             | 1                 | 0                 | 0                 | 0                 | 4        | 0      | 0           | 0          |
| S. Sam           | 26            | 4             | 4             | 0             | -                 | -                 | -                 | -                 | 26       | 4      | 4           | 0          |
| J. Simpson       | 22            | 3             | 2             | 0             | -                 | -                 | -                 | -                 | 22       | 3      | 2           | 0          |
| A. Akçam         | 2             | 0             | 0             | 0             | -                 | -                 | -                 | -                 | 2        | 0      | 0           | 0          |
| C. Henel         | -             | -             | -             | -             | -                 | -                 | -                 | -                 | -        | -      | -           | -          |
| K. Hesse         | 21            | 2             | 1             | 0             | -                 | -                 | -                 | -                 | 21       | 2      | 1           | 0          |
| E. Jendrišek     | 33            | 14            | 4             | 0             | 1                 | 0                 | 0                 | 0                 | 34       | 14     | 4           | 0          |
| S. Lakić         | 25            | 12            | 6             | 0             | 1                 | 1                 | 0                 | 0                 | 26       | 13     | 6           | 0          |
| F. Schönheim     | 3             | 0             | 0             | 0             | -                 | -                 | -                 | -                 | 3        | 0      | 0           | 0          |
| M. Ziemer        | 9             | 0             | 0             | 0             | 1                 | 0                 | 1                 | 0                 | 10       | 0      | 1           | 0          |